# Galeana basilinea
Galeana basilinea är en fjärilsart som beskrevs av Köhler 1952. Galeana basilinea ingår i släktet Galeana och familjen nattflyn. Inga underarter finns listade i Catalogue of Life.